# Folkestone
Folkestone (engelskt uttal: [ˈfoʊkstən]) är en stad och civil parish i grevskapet Kent i sydöstra England. Det är en hamnstad som ligger intill Engelska kanalen samt en populär badort. Staden är belägen vid North Downs södra sluttning, cirka 103 kilometer sydost om centrala London och cirka 23,5 kilometer söder om Canterbury. Tätorten (built-up area) hade 51 991 invånare vid folkräkningen år 2021.
Folkestone var för 100 år sedan en kunglig semesterort och Kanaltunneln förbinder numera Folkestone med det europeiska fastlandet.
Vid Folkestone går den viktiga motorvägen M20 som har stor betydelse för internationell trafik från London och ut mot övriga Europa. Denna ansluter till Kanaltunneln.

## Historia
Arkeologiska fynd från en begravningsplats från första århundradet e.Kr. upptäcktes 1948 vid Cheriton, väster om Folkestone. Cirka 1920 upptäcktes rester av en stor romersk villa komplett med badrum, luftuppvärmningsanläggningar, mosaikgolv och ett kök öster om Folkestone.
Namnet Folkestone uppkom på 600-talet som "Folcanstan", antagligen syftande på "stenen av Folca" som var ett vanligt engelskt namn. Omkring år 630 byggde kungen Eadbald av Kent ett kloster på en västra klippan i Folkestone. Han byggde det för hans dotter Eanswith och hennes nunnor. Detta anses vara det första kristna konventet för kvinnor i England. Hennes namn är utlånat till kyrkan St Mary and St Eanswythe där hennes kvarlevor tros vara begravda.
Plundringståg av vikingar var vanliga i området och förstörde stora delar av bosättningarna i Folkestone fram till 900-talet och även efter att Edvard Bekännaren blev kung år 1042. Folkestone nämndes i Domedagsboken (Domesday Book) år 1086, och kallades då Fulchestan.
År 1794 köpte War Office över 229 tunnland (930 000 m²) öppen mark väster om Folkestone. Här byggdes Shorncliffe Redoubt och år 1796 utökades garnisonen med kaserner för att inhysa trupper, innan dessa sändes till det spanska självständighetskriget. År 1804 ersattes de tidigare träkasernerna av hus byggda av sten. De användes till förläggning av kavalleri- och infanteribrigader. Nuförtiden är Sir John Moore-kasernerna hem för Storbritanniens Gurkha-regemente.
Under första världskriget hyste Folkestone omkring 65 000 belgiska flyktingar och var från och med 1915 den huvudsakliga ombordstigningsplatsen för soldater som skulle åka och strida i skyttegravarna i Frankrike och Belgien. Hundratusentals soldater, även många kanadensiska trupper lämnade Folkestone genom att marschera från staden till hamnen längs den väg som numera kallas Road of Remembrance ("Minnesvägen").
Den 25 maj 1917 orsakade lågt liggande moln över London att 21 Gothabombare tvingades avbryta sin attack mot London. Flygplanen vände hem och släppte sina bomber, främst i området kring Folkestone vilket dödade 71 personer och skadade 94 ytterligare personer.
Folkestone skadades allvarligt under andra världskriget eftersom dess närhet till kontinenten möjliggjorde granatattacker, vilket gav upphov till namnet "Hellfire Corner" (Helveteseldens hörn). Under kriget dog 123 personer och 778 skadades. 550 hus hade förstörts och över 10 000 fastigheter hade skadats. Det tog nästan 20 år innan staden hämtade sig och återigen blev en semesterort.

### Hamnen i Folkestone
Fram till 1800-talet förblev Folkestone ett litet fiskesamhälle vars kustremsa ständigt plågades av stormar. År 1807 bestämde parlamentet att det skulle byggas en brygga och en hamn, vilket utfördes av Thomas Telford år 1809. Ett hamnområde som var 14 tunnland (57 000 m²) stort hade byggts fram till år 1820. Stadens handel och invånarantal ökades något, men utvecklingen hämmades fortfarande av sand och silt från vattendraget Pent Stream. Folkestone Harbour Company investerade kraftigt i att försöka få bukt med problemet, men utan någon större framgång. 1842 gick företaget i konkurs och regeringen valde att lägga ut den förfallna hamnen till försäljning. Hamnen köptes av South Eastern Railway Company (SER), som vid denna tidpunkt höll på att bygga järnvägen mellan London och Dover. Nästan direkt efter uppköpet påbörjades arbetet med att muddra bottnen och att bygga en järnväg fram till hamnen. Snart blev Folkestone, kompaniets främsta omlastningsstation för den kontinentala trafiken via Boulogne-sur-Mer.

## Transport
Staden Folkestone utvecklades tack vare dess kommunikationsmöjligheter. Med Frankrike synligt över Engelska kanalen, blev staden en viktig knutpunkt för de som reste från Storbritannien ut mot kontinenten.

### Järnväg
Järnvägen nådde Folkestone den 28 juni 1843 och en tillfällig järnvägsstation byggdes medan konstruktionen av järnvägslinjen mot Dover fortsatte. Utbyggnaden österut kunde fortsätta då man färdigställt Foordviadukten år 1844. Samtidigt öppnade också den permanenta järnvägsstationen Folkestone Junction. När järnvägslinjen nådde Dover ökade stadens välstånd, vilket innebar att staden kunde expandera västerut. Vidare öppnade stationerna Folkestone West 1863 och Folkestone Central 1884. Stationen Folkestone Harbour användes som anslutning mellan järnvägen och båtarna över kanalen. Idag går endast reguljära avgångar från stationerna Folkestone West och Folkestone Central som ligger på den sydöstra stambanan.
Höghastighetsjärnvägen High Speed 1 öppnade fullt ut 2007 och sammanbinder Kanaltunneln med London. Sedan december 2009 stannar snabbtåg från Dover i Folkestone, för att sedan fortsätta mot London St Pancras på High Speed 1 via Ashford, Ebbsfleet och Stratford. Restiden med tåg från Folkestone till London har tack vare detta reducerats till under en timme, för vissa tåg från Folkestone West tar det så lite som 52 minuter in till huvudstaden. Biltransporten Eurotunnel Shuttle från Storbritannien till Calais startar i Cheriton, en förort till Folkestone.

### Väg
Folkestone ligger vid den östra änden av motorvägen M20, vilket möjliggör snabba kommunikationer med bland annat städerna Ashford, Maidstone och London samt motorvägen M25.

## Vänorter
- Boulogne-sur-Mer, Frankrike
- Middelburg, Nederländerna
- Étaples, Frankrike
- Tres de Febrero, Argentina